# Soupe au lait de Kappel
Pour les articles homonymes, voir Soupe au lait.

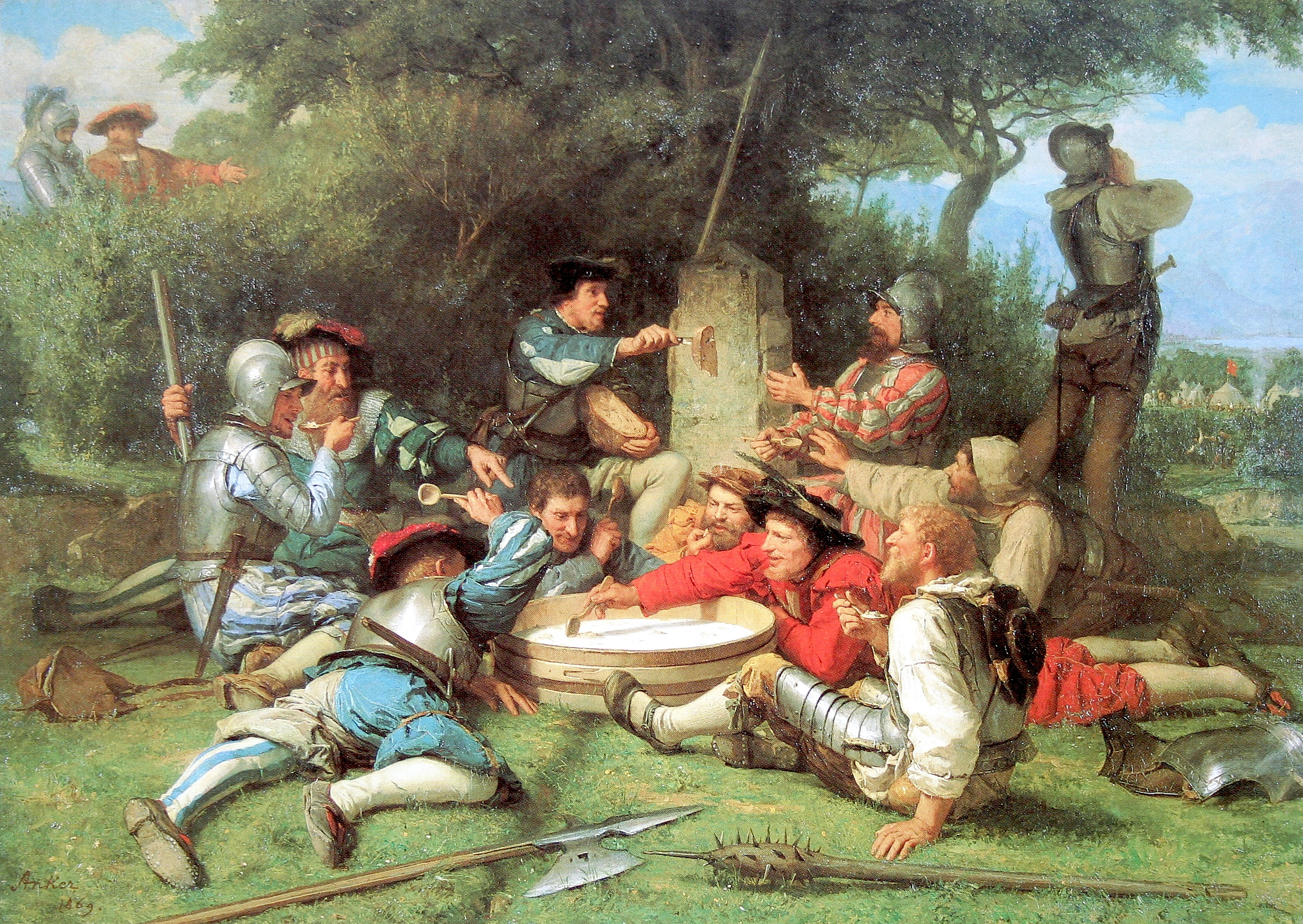
La soupe au lait de Kappel, peinture de Albert Anker, 1869.

La soupe au lait de Kappel est une légende suisse symbolisant l’esprit de neutralité helvétique. Elle fait partie des mythes fondateurs de la Suisse.

## Histoire
Le 8 juin 1529, le canton de Zurich déclare la guerre à cinq cantons catholiques. Les armées protestantes marchent alors sur le village de Kappel qui marque la frontière entre Zurich et le canton de Zoug.
Pendant la première des « guerres de Kappel » (où il n'y a pas eu de bataille), alors que les généraux des deux camps essayent de négocier une solution pacifique au conflit, les soldats des deux armées ont placé un chaudron rempli de lait sur la ligne qui sépare les deux armées, dans laquelle ils trempent des morceaux de pain. Ainsi protestants et catholiques mangent fraternellement autour de cette soupe, et se charrient en tapant le soldat de l'autre armée qui dépasse la limite entre les deux camps. 
Le bourgmestre de Strasbourg, Jacques Sturm, qui était un des arbitres désigné pour régler le conflit, se serait écrié à cette occasion : « Vous, Confédérés, vous êtes d'étranges gens ; quand même vous avez noise ensemble, vous restez pourtant unis, et n'oubliez jamais la vieille amitié »[réf. nécessaire]. Sturm était clairvoyant et visionnaire, en avance sur son temps, il a été bourgmestre en 1529, poste qui n’a pas existé avant la perte de l’Alsace-Lorraine, à son époque le plus haut magistrat municipal de Strasbourg portait le titre d’Ammestre.